# Свети Патрик
Свети Патрик (лат. Patricius *385 - †461), ирски светац, епископ, заштитник Ирске.
Рођен је око 385. године у Шкотској, која је тада стајала под римском влашћу и добрим делом била романизована. Родитељи су му били хришћани. Отац му је био ђакон, а у старости вероватно је постао и свештеник.
Патрик је проводио лагодан живот не марећи много за науку и веру. Када му је било 16 година, ирски гусари, отели су га с хиљадама других људи и продали га као роба у Ирску. Патриков господар одредио га је за пастира оваца. Налазећи се уз стада у дивљини, ропство га је приближило Богу. Молио је и чинио покору. Након 6 година ропства чуо је глас да ће ускоро бити ослобођен. Побегао је од свога господара и вратио се кући у Британију. У Галији, у граду Оксеру под управом тамошњег епископа св. Германа спремио за свештенство. Био је најпре рукоположен за ђакона. Према једној легенди, у сну му се обратио један Ирац који му је пружио писмо у којем је писало. „Молимо те, врати се и буди опет с нама!” Патрик је то схватио као Божји позив. Епископ га није хтео послати у Ирску у коју је Патрик желио поћи. Напокон је што је изабран за епископа у Ирској, где га је послао папа Целестин I.
Патрик се у својим проповедима Јеванђеља, најпре обраћао краљевој свити, а њихово прихватање хришћанства следио је остали ирски народ. Ирско острво је, захваљујући њему, једно од ретких земаља где је хришћанство прихваћено без проливања крви.
Увео је монаштво у Ирску. Ирски монаси касније ће одиграти велику улогу не само у Ирској већ и по Европи. Било је много духовних звања, посебно код младих Ираца оба пола. Наилазио је и на проблеме у мисионарењу, посебно код друида, старих келтских паганских свештеника. Тако је једном био 15 дана затворен са својим сарадницима и тек на интервенцију врло утицајних пријатеља, ослобођен је. Патрик је формирао епархије које су се поклапале с подручјем појединих племена. Своје епископско седиште Патрик је основао у Армагху у Алстеру, а тамо и данас столује ирски кардинал примас. Патрик се прославио и као чудотворац, а доказао се и у прорицању будућих догађаја. О Патриковој личности и животу испредане су безбројне приче и легенде. По једној од њих протерао је све змије и остале отровне животиње из Ирске. Данас у Ирској готово да нема гуштера, змија, гмизаваца, чак ни шишмиша. Покушаји да се у Ирској настане те животиње су више пута пропали.
Умро је 461. године, код ирског града Доуна.
Заштитник је Ирске, Нигерије, инжењера, људи који се боје змија. Заштитник је и против змијских угриза. Многе цркве широм света њему су посвећене, највише у Ирској, САД и Аустралији.
Дан св. Патрика, слави се 17. марта. То је ирски национални празник.